# Felix Busson

Felix Busson

Felix Busson (* 30. September 1874 in Innsbruck; † 14. Juni 1953 in Graz) war ein österreichischer Bergingenieur und Jurist. Er war Generalsekretär der Österreichischen Alpinen Montangesellschaft.

## Leben
Busson war ein Sohn des o. Professors für Geschichte an der Universität Innsbruck Arnold Busson, der, aus Westfalen eingewandert, 1870 die österreichische Staatsbürgerschaft erworben hatte. Sein Bruder war der Schriftsteller Paul Busson.
Felix Busson studierte Rechtswissenschaft an der Universität Graz und Montanwissenschaft an der Universität Leoben. Er wurde Mitglied des Corps Joannea (1892) und des Corps Schacht Leoben (1895). Nach der Promotion zum Dr. iur. und der Diplomprüfung in Leoben trat er in den Staatsdienst. In Leoben amtierte er zuletzt als Oberbergkommissär. Er eröffnete 1912 eine Rechtsanwaltskanzlei, wurde aber wenig später zum Generalsekretär der Österreichisch-Alpinen Montangesellschaft berufen, dem seinerzeit größten Bergbau- und Eisenhüttenkonzern Österreichs. Nach dem Ersten Weltkrieg betrieb er in Deutschösterreich den Beitritt der österreichischen Corps zum Kösener Senioren-Convents-Verband. In der Zwischenkriegszeit war er Mitglied des Steirischen Heimatschutzes, als dessen Rechtsberater und -vertreter er fungierte. Nach dem Anschluss Österreichs wurde er wegen seiner oppositionellen Haltung gegenüber dem Nationalsozialismus entlassen. Im Ruhestand befasste er sich weiter mit bergrechtlichen Fragen. 1942 schrieb er einen Kommentar zum Allgemeinen Berggesetz. Im besetzten Nachkriegsösterreich wurde er von der österreichischen Regierung mit den Vorarbeiten zur Neufassung des Berggesetzes betraut. Als Ehrenmitglied seiner beiden Corps starb er mit 78 Jahren an den Folgen eines Schlaganfalls.

## Ritterlicher Ehrenschutz
Seine Bedeutung liegt vor allem in der Reform des in Österreich bei Offizierskorps und Studentenschaft verbreiteten Ehrenkodex, indem er die bis dahin weitgehend anerkannten Duellregeln von Franz von Bolgár einer grundlegenden Revision unterzog. Er trat während seiner Aktivenzeit mindestens elf Mal auf Säbel an und galt als Experte im österreichischen Säbelzweikampf. Der von ihm in Zusammenarbeit mit anderen Waffenstudenten (darunter Franz Aubell, später Rektor der Hochschule in Leoben) erarbeitete und unter seinem Namen veröffentlichte Ritterliche Ehrenschutz wurde bald nach seinem Erscheinen in mehreren österreichischen Universitätsstädten übernommen und wird noch heute von vielen waffenstudentischen Korporationen als verbindlich anerkannt. Eine der wesentlichen Änderungen gegenüber den Regeln nach Bolgár war die Abkehr von dem von Bolgár nach romanischem Vorbild propagierten subjektiven Ehrbegriff und die Forderung nach sachlichen Merkmalen sowie einer bewiesenen Beleidigungsabsicht, um eine duellwürdige Ehrverletzung annehmen zu können. Damit wurden Ehrenhändel aus nichtigem Anlass stark eingeschränkt. In den 1980er Jahren kam es unter den österreichischen Waffenstudenten zum großen „Busson-Streit“. Viele Verbindungen lehnten den Busson wegen der unbedingten Genugtuung ab. Daraufhin kündigten sich Verbindungen, die in diesem Streit unterschiedliche Positionen vertraten, gegenseitig das Paukverhältnis.

## Veröffentlichungen
- Ritterlicher Ehrenschutz. Pechel, Graz 1907.
- Die Unfallverhütung im Bergbaubetriebe. Praktische Winke für Bergbehörden und Betriebsbeamte mit Berücksichtigung der im Deutschen Reiche und Österreich-Ungarn geltenden Vorschriften. 2 Bände. Nüßler, Leoben 1908–1910;
  - Band 1: Die Förderung auf ebener und geneigter Bahn.
  - Band 2: Saigere Förderung und Verladung.
- Unbedingte Genugtuung. In: Deutsche Corpszeitung. Bd. 42, 1925/1926, ISSN 0931-0215, S. 275–277.
- Kommentar zum allgemeinen Berggesetz der Ostmark. Bohmann, Wien 1942.